# Ольгін (провінція)
Ольгі́н (ісп. Provincia de Holguín) — провінція Куби з центром у місті Ольгін. Розташована на сході острова. Вона межує на північному заході з Атлантичним океаном, а з інших боків з провінціями Лас-Тунас, Гранма, Сантьяго-де-Куба та Гуантанамо. 25 % території провінції покрито лісом.

## Історія
До 1976 року входила до складу розформованої Східної провінції.
Імовірно на території сучасної провінції Ольгін 27 жовтня 1492 року висадився на берег Христофор Колумб. На місці передбачуваної висадки встановлено пам'ятник.

## Економіка та туризм
Основу економіки провінції складає обробіток цукрового очерету і виробництво цукру. Вирощуються також кава і кукурудза. Ведеться видобуток корисних копалин. У провінції діють кілька комбінатів чорної та кольорової металургії, побудованих за участю іноземного капіталу. Відносно недавно почав розвиватися туризм. На території провінції розташовано два національних парки, Національний парк Алехандро-де-Умбольдт та Сьєрра Кристал.

## Муніципалітети

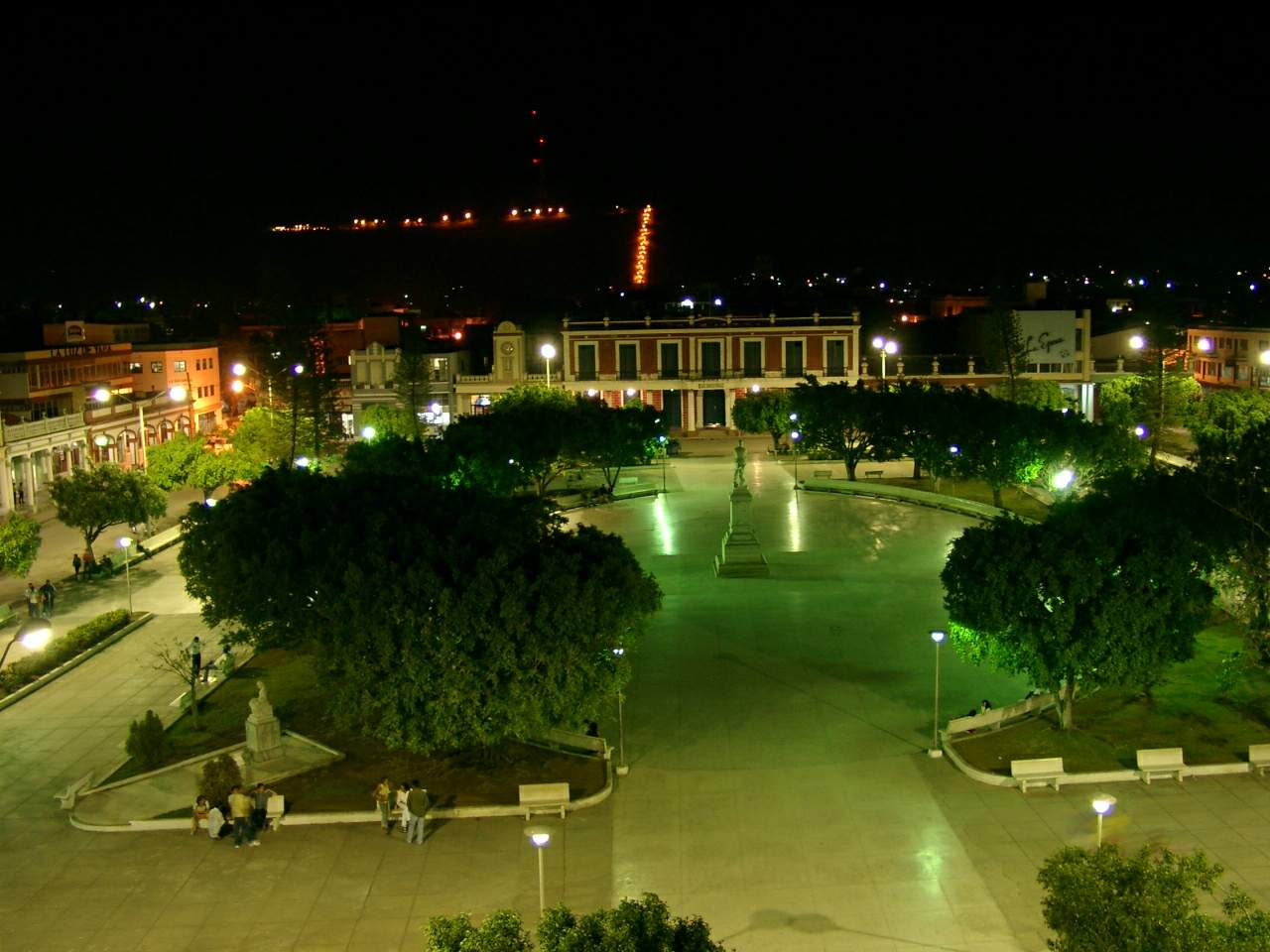
Ольгін

| Муніципалітет   | Населення (2004) | Площа (км²) | Розташування                                                          | Примітки          |
| --------------- | ---------------- | ----------- | --------------------------------------------------------------------- | ----------------- |
| Антілла         | 12222            | 100         | 20°50′55″ пн. ш. 75°45′9″ зх. д. / 20.84861° пн. ш. 75.75250° зх. д.  |                   |
| Багуанос        | 52854            | 806         | 20°45′47″ пн. ш. 76°01′46″ зх. д. / 20.76306° пн. ш. 76.02944° зх. д. |                   |
| Банес           | 81 274           | 781         | 20°58′12″ пн. ш. 75°42′41″ зх. д. / 20.97000° пн. ш. 75.71139° зх. д. |                   |
| Какокум         | 42 623           | 661         | 20°44′38″ пн. ш. 76°19′27″ зх. д. / 20.74389° пн. ш. 76.32417° зх. д. |                   |
| Каліксто-Гарсіа | 57 867           | 617         | 20°51′15″ пн. ш. 76°36′7″ зх. д. / 20.85417° пн. ш. 76.60194° зх. д.  | Буенавентура      |
| Куето           | 34 503           | 326         | 20°38′54″ пн. ш. 75°55′54″ зх. д. / 20.64833° пн. ш. 75.93167° зх. д. |                   |
| Франк-Паїс      | 25 621           | 510         | 20°39′53″ пн. ш. 75°16′53″ зх. д. / 20.66472° пн. ш. 75.28139° зх. д. | Кайо-Мамбі        |
| Гібара          | 72 810           | 630         | 21°06′26″ пн. ш. 76°08′12″ зх. д. / 21.10722° пн. ш. 76.13667° зх. д. |                   |
| Ольгін          | 326740           | 666         | 20°53′20″ пн. ш. 76°15′26″ зх. д. / 20.88889° пн. ш. 76.25722° зх. д. | Столиця провінції |
| Маярі           | 105 505          | 1307        | 20°39′34″ пн. ш. 75°40′40″ зх. д. / 20.65944° пн. ш. 75.67778° зх. д. |                   |
| Моа             | 71 079           | 730         | 20°38′24″ пн. ш. 74°55′3″ зх. д. / 20.64000° пн. ш. 74.91750° зх. д.  |                   |
| Рафаель-Фрейре  | 50 080           | 620         | 21°01′42″ пн. ш. 75°59′47″ зх. д. / 21.02833° пн. ш. 75.99639° зх. д. |                   |
| Сагуа-де-Танамо | 52 013           | 704         | 20°35′10″ пн. ш. 75°14′30″ зх. д. / 20.58611° пн. ш. 75.24167° зх. д. |                   |
| Урбано-Норіс    | 43 892           | 846         | 20°36′5″ пн. ш. 76°07′57″ зх. д. / 20.60139° пн. ш. 76.13250° зх. д.  |                   |

Джерело: перепис населення 2004 року. Площа від муніципального перерозподілу 1976 року.

## Демографія
У 2004 році, населення провінції Ольгін становило 1,029,083 осіб. З загальною площею 9,292.83 км², щільність населення 110.7 ос./км².

## Релігія
- Ольгінська діоцезія Католицької церкви.